# Cook Inlet

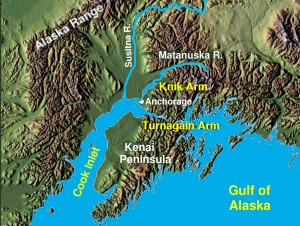
Cook Inlet, Knik Arm och Turnagain Arm i södra Alaska.

Cook Inlet är en stor havsvik i Alaskagolfen i södra centrala Alaska. Den sträcker sig ungefär 310 km från sydväst till nordöst och separerar Kenaihalvön från fastlandet och delar upp sig i Knik Arm och Turnagain Arm på vardera sidan om Anchorage vid vikens norra del. Viken ger farbar åtkomst till hamnen i Anchorange vid dess norra del och den mindre staden Homer längre söderut. Ungefär 400 000 invånare bor i avrinningsområdet till Cook Inlet vilket är nästan två tredjedelar av Alaskas befolkning.

## Historia
Cook Inlet utforskades första gången av européer år 1778 när James Cook seglade in i den under sökandet efter nordvästpassagen. Den namngavs efter Cook år 1794 av George Vancouver, som hade tjänat under Cook 1778. Turnagain arm fick sitt namn av William Bligh på HMS Bounty. Bligh var Cooks kapten (Sailing Master) på dennes tredje och sista resa som hade målet att upptäcka nordvästpassagen. När de nådde Cook Inlet var Bligh av den uppfattningen att både Knik Arm och Turnagain Arm skulle visa sig inte leda till mer än floder istället för den eftertraktade passagen. På Cooks order organiserade Bligh en expedition som färdades uppför Knik Arm vilken snart återvände för att rapportera att den mycket riktigt endast ledde till en flod. Strax därefter skickades ännu en expedition iväg som skulle undersöka Turnagain Arm. Denna återvände snart även den med samma besked, ingen passage. Av ren frustration fick sedan den andra viken namnet "Turn Again". Tidiga kartor märker viken med namnet "Turnagain River". 

## Natur och geografi

### Avrinningsområde

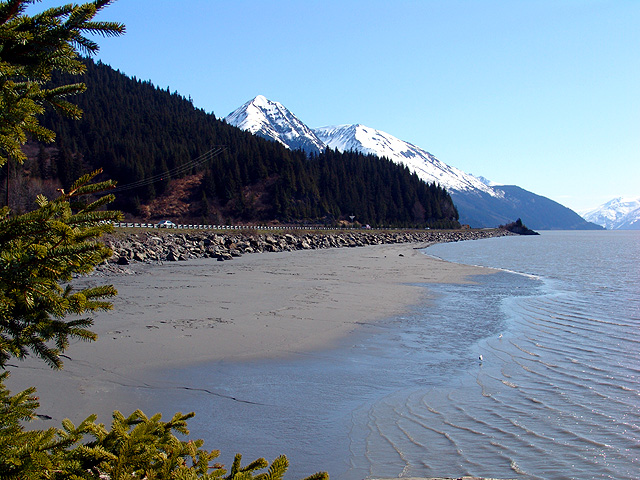
Turnagain Arm i bakgrunden

Cook Inlets avrinningsområde täcker ungefär 100 000 km² (en yta stor som Island) i södra Alaska öster om Aleutian range och söder om Alaska range där den bland annat tar upp vattnet från Susitna-, Kenai- och Matanuskafloden. Avrinningsområdet inkluderar Nordamerikas högsta berg, Denali. Det finns även fyra aktiva vulkaner och sju nationalparker i avrinningsområdet.

### Djurliv
Cook Inlet är hem för en ca 400 medlemmar stor population av belugaval som är genetiskt distinkt och isolerad från andra belugavalar. Dess antal har länge minskat men nu har man dragit igång ett projekt som ämnar återställa populationen till minst 780 individer. I området finns bland annat även två sorters björnar, älgar, renar, vargar, späckhuggare, havsutter, sjölejon och samtliga fem arter av stillahavslax.

### Tidvatten

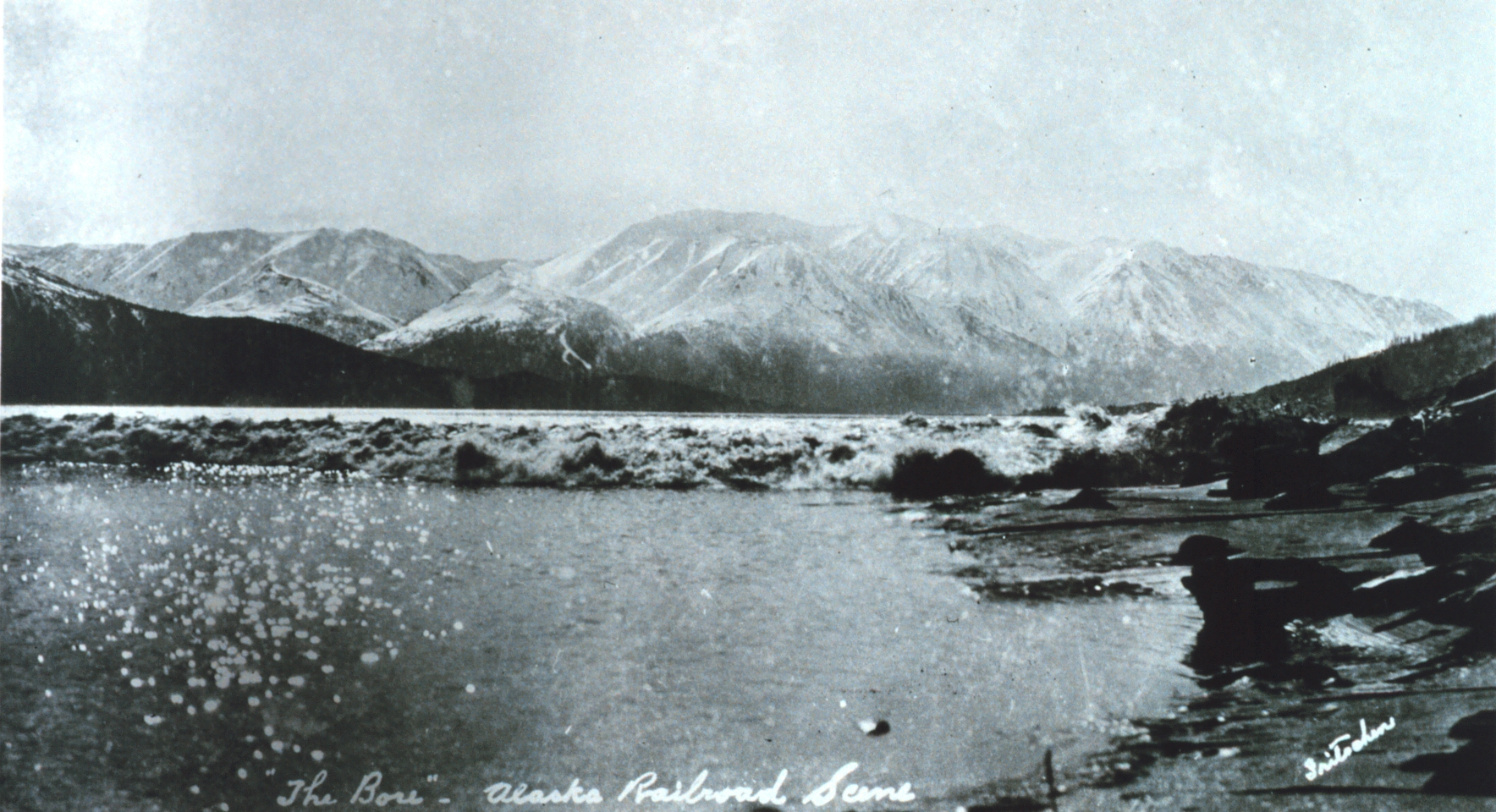
En vägg av vatten färdas uppför Turnagain Arm vid en bore.

Turnagain Arm är ett av bara ca 60 vatten i världen som drabbas av våldsamma tidvattenvågor, s.k. bores. Dessa kan vara mer än två meter höga och färdas med 7 m/s på springfloden. På en typisk dag växlar vattenståndet med hela 10 meter mellan lågvatten och högvatten vilket är näst mest i hela Nordamerika efter Kanadas Bay of Fundy. Orsaken till dessa våldsamma växklingar är att havets 12 timmar och 25 minuters-cykel är nära Turnagain Arms naturliga resonansfrekvens vilket förstärker svängningarna ungefär på samma sätt som skvalpande vatten i ett badkar. Fluktuationer på tidvattnet i Cook Inlet är inte fullt lika kraftiga men når likväl en nivåskillnad på 8 meter och strömmar på mer än 3 m/s. Viken och dess mindre delarmar har därför föreslagits som en attraktiv plats att bygga tidvattenkraftverk.
Vid lågvatten exponeras stora områden med bottenslam, något som både Turnagain Arm och Knik Arm är kända för. Detta botenslam är inte bara ett problem för sjöfarten utan är även farligt att gå på med sina kvicksandliknande egenskaper och sägs ha tagit livet av flera utforskare som har försökt korsa dem. På grund av dessa problem anlöper kryssningsfartyg i Seward eller Whittier i Prince William Sound där passagerare istället färdas med tåg eller buss till Anchorage. Dock anlöper majoriteten av alla fraktskepp direkt till hamnen i Anchorage.

## Olje- och gasfyndigheter
De första spåren av olja i området runt Cook Inlet upptäcktes redan 1853 av ryska upptäcktsresande. Det första försöket att utvinna oljan gjordes på Iniskinhalvön av Mr. Edelman 1882, dock utan framgång. Union Oil of California, senare Unocal börjar sälja petroleumprodukter på Kenaihlvön 1911. Det var dock inte förrän första halvan av 1950-talet som utvinningen kom igång på allvar när Havensrite Oil Co. borrade oljebrunnar vid Oil Bay och under de senaste 50 åren har stora olje- och gasfyndigheter utvunnits. Produktionen var som störst år 1970 och en stor del av de kända fyndigheterna är nu utvunna.